# سامی الخیبری
سامی الخیبری (عربی: سامي الخيبري؛ زادهٔ ۱۸ سپتامبر ۱۹۸۹) بازیکن فوتبال اهل عربستان سعودی است.
از باشگاه‌هایی که در آن بازی کرده‌است می‌توان به باشگاه فوتبال الفیحاء اشاره کرد.
وی همچنین در تیم ملی فوتبال عربستان سعودی بازی کرده‌است.